# 善書

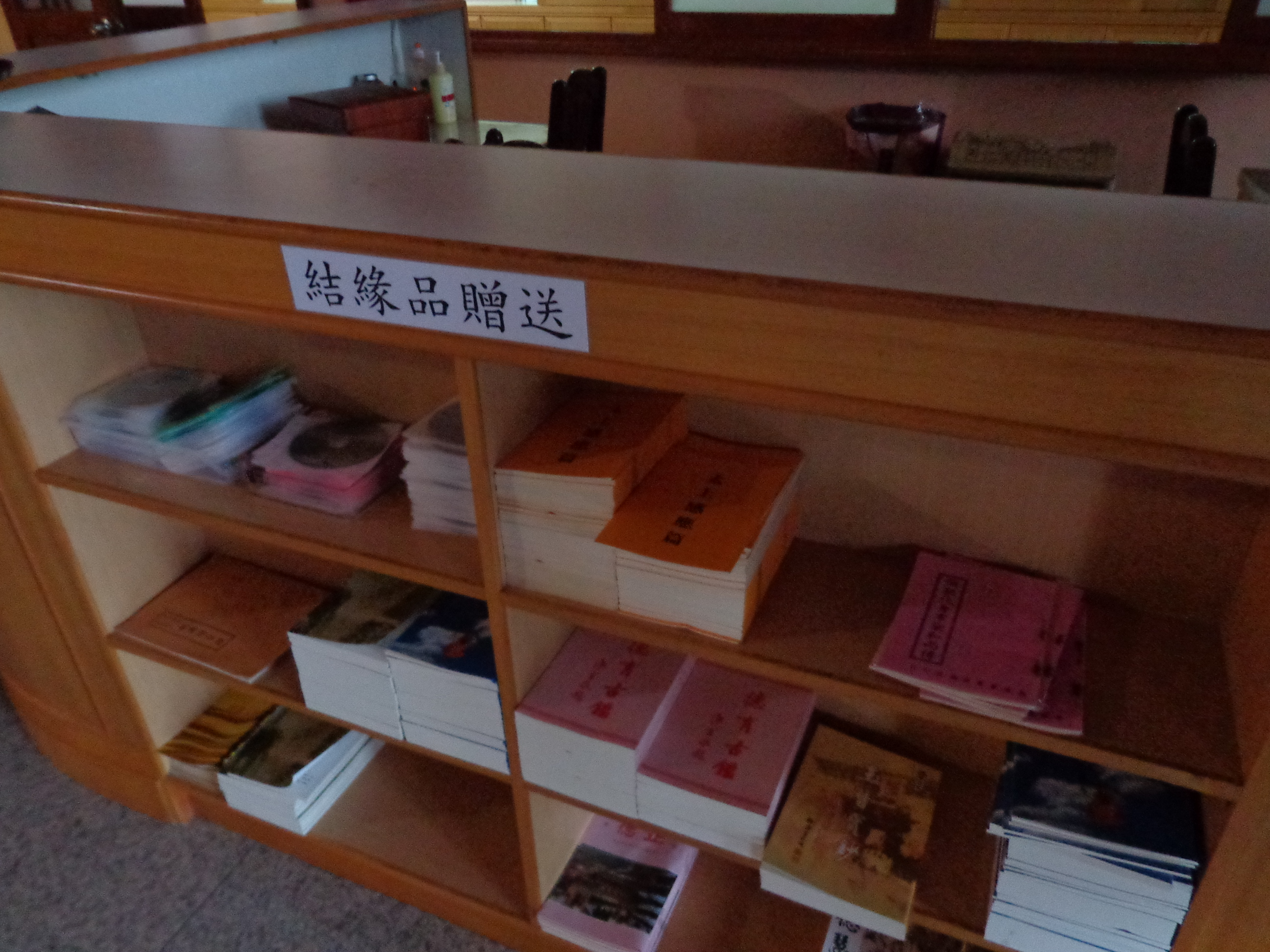
台北佛寺天恩宮中的善書書架（2013年1月攝）

善書，意為“勸善書”，是流傳於中國民間以勸人為善為宗旨的書籍。
善書種類多不勝數，其神示可能來自神明託夢、顯靈等，但多由扶乩所成，出自有降神扶乩的結社，並多在善堂發行。而編纂、注解、印刷善書的人另稱「善人」。善書多由信徒捐贈和協助出版，並免費贈送。信徒相信，通過贈送善書，可以改善自身運氣，積德轉運。
善書通常與中國道教或佛教有關，具備三教合一的風格（一貫道的善書則倡五教合一）。主旨通常是宣揚輪迴轉世、因果報應與傳統儒學或宗教價值觀，以勸人為善為核心。
流傳最廣的善書是《太上感應篇》，此書在南宋時推廣開來，為後世善書典範，在傳統社會幾乎無人不曉。在清代，《太上感應篇》、《文昌帝君陰騭文》及《關聖帝君覺世真經》合稱「三聖經」。其他著名善書，有《了凡四訓》、《玉歷寶鈔》、《俞淨意公遇灶神記》等。著名的善書匯編，有清代劉山英（1733-1806）於1789年編訂的《信心應驗錄》，匯集善書百餘種。
佛教、道教、一貫道等宗教團體，都有自己印行的善書，一些新興宗教，也會印行書籍贈送。在台灣與海外華人社區，贈送善書的風氣很興盛，許多廟宇及公開場所，都陳列善書，供免費取閱。

## 著名語錄
- “积善之家，必有余庆。”
- “勿以惡小而為之，勿以善小而不為。”[2]
- “諸惡莫作，眾善奉行；自淨其意，是諸佛教。”
- “祸福无门，惟人自召；善恶之报，如影随形。”
- “三世不需问，静坐尔自知，若问前生事，今日受者是，若问后世事，今日做者是。”

## 註解
1. ↑  －. . 臺北市: . 2010-11-25  [2013-01-07].
2. ↑  語出裴注《三國志·蜀書·先主傳》——《諸葛亮集》載先主遺詔敕後主曰：“……勉之，勉之！勿以惡小而為之，勿以善小而不為。惟賢惟德，能服於人。”